# Kunstbunker bij Noordwijk

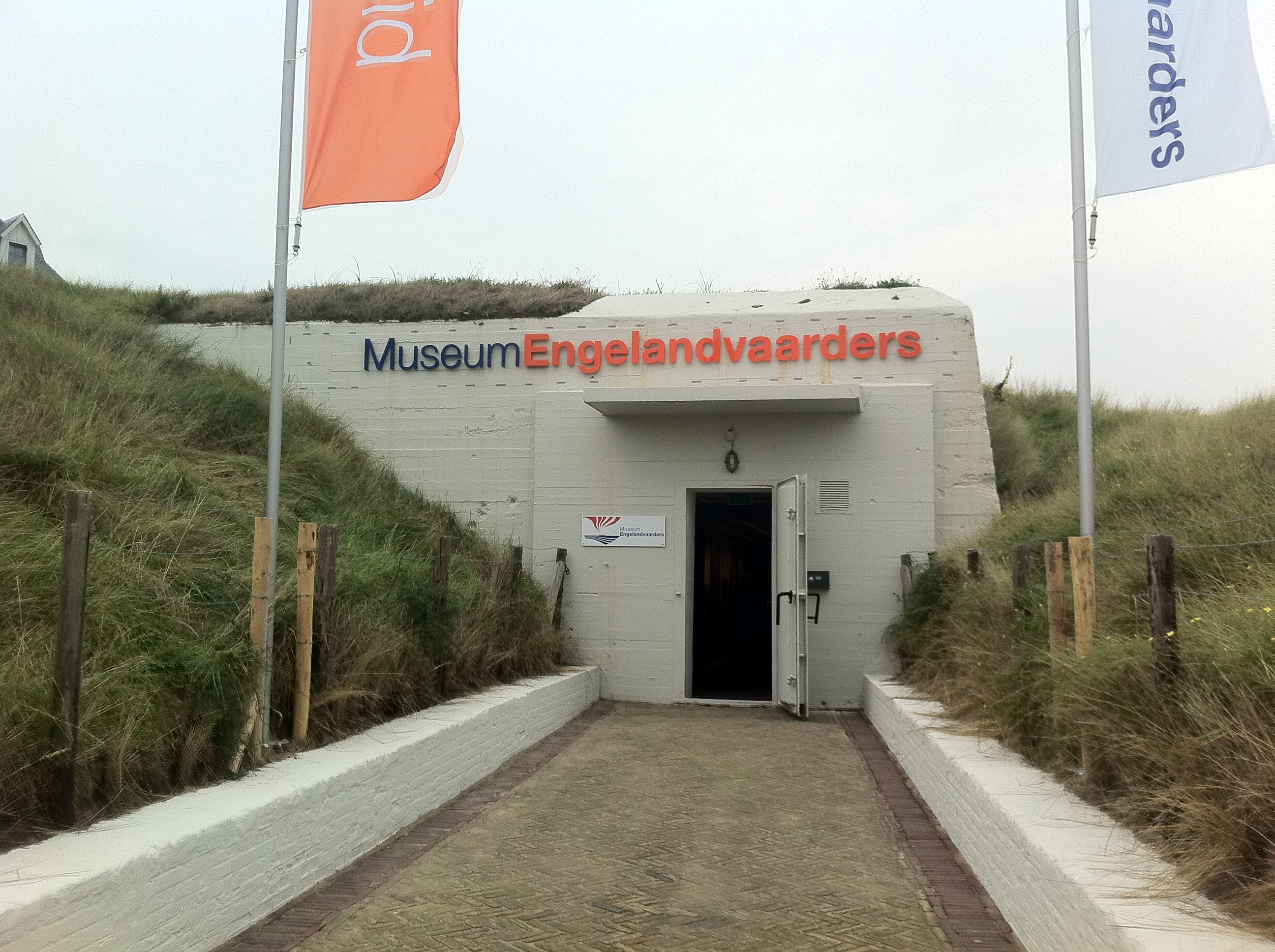
Het tegenwoordige Museum Engelandvaarders

De Kunstbunker bij Noordwijk was een kunstdepot bij de Nederlandse plaats Noordwijk waar na de Tweede Wereldoorlog Nederlandse kunstschatten werden opgeslagen.
De bunker staat aan de Bosweg 15 in Noordwijk. Het bouwwerk is een Duitse bunker van het type Fl 246 van de voormalige batterij Noordwijk. Deze meest zuidelijke munitiebunker van het Atlantikwall Museum Noordwijk werd tijdens de Koude Oorlog ingericht als noodkunstopslag. Nadat de bunker geen belang meer had, en door het rijk werd afgestoten, werd er in 2015 Museum Engelandvaarders in ondergebracht.
Basse · 
Castricum · 
Heemskerk · 
Kröller-Müller · 
Mauritshuis · 
Noordwijk · 
Sint-Pietersberg · 
Zandvoort